# Stazione meteorologica di Foligno
La stazione meteorologica di Foligno è la stazione meteorologica di riferimento per la città di Foligno.

## Caratteristiche
La stazione meteorologica si trova nell'area climatica dell'Italia Centrale, nell'Umbria, in provincia di Perugia, nel comune di Foligno, a 237 metri s.l.m. e alle coordinate geografiche 42°57′N 12°42′E.

## Dati climatologici
In base alla media trentennale di riferimento 1961-1990, la temperatura media del mese più freddo, gennaio, si attesta a +5,3 °C; quella del mese più caldo, agosto, è di +23,7 °C.
Le precipitazioni medie annue si attestano a 706 mm, mediamente distribuite in 89 giorni, con un minimo relativo in estate ed un picco in autunno..
| Foligno (1961-1990)                                  | Mesi | Mesi | Mesi  | Mesi  | Mesi  | Mesi  | Mesi  | Mesi  | Mesi  | Mesi  | Mesi | Mesi | Stagioni | Stagioni | Stagioni | Stagioni | Anno   |
| Foligno (1961-1990)                                  | Gen  | Feb  | Mar   | Apr   | Mag   | Giu   | Lug   | Ago   | Set   | Ott   | Nov  | Dic  | Inv      | Pri      | Est      | Aut      | Anno   |
| ---------------------------------------------------- | ---- | ---- | ----- | ----- | ----- | ----- | ----- | ----- | ----- | ----- | ---- | ---- | -------- | -------- | -------- | -------- | ------ |
| T. max. media (°C)                                   | 8,4  | 10,6 | 13,5  | 17,5  | 22,3  | 26,6  | 29,9  | 30,2  | 24,7  | 18,9  | 13,8 | 10,1 | 9,7      | 17,8     | 28,9     | 19,1     | 18,9   |
| T. media (°C)                                        | 5,3  | 7,1  | 9,2   | 12,6  | 17,0  | 20,9  | 23,5  | 23,7  | 19,8  | 14,8  | 10,3 | 6,8  | 6,4      | 12,9     | 22,7     | 15,0     | 14,3   |
| T. min. media (°C)                                   | 2,2  | 3,6  | 4,8   | 7,7   | 11,6  | 15,2  | 17,1  | 17,1  | 14,8  | 10,6  | 6,7  | 3,5  | 3,1      | 8,0      | 16,5     | 10,7     | 9,6    |
| Nuvolosità (okta al giorno)                          | 6    | 6    | 6     | 6     | 5     | 4     | 2     | 3     | 4     | 5     | 6    | 7    | 6,3      | 5,7      | 3        | 5        | 5      |
| Precipitazioni (mm)                                  | 55   | 53   | 54    | 59    | 61    | 55    | 32    | 48    | 68    | 70    | 97   | 54   | 162      | 174      | 135      | 235      | 706    |
| Giorni di pioggia                                    | 8    | 8    | 8     | 9     | 8     | 7     | 4     | 6     | 6     | 7     | 10   | 8    | 24       | 25       | 17       | 23       | 89     |
| Giorni di cielo sereno                               | 10   | 8    | 12    | 11    | 15    | 17    | 23    | 22    | 17    | 15    | 10   | 9    | 27       | 38       | 62       | 42       | 169    |
| Radiazione solare globale media (centesimi di MJ/m²) | 640  | 920  | 1 360 | 1 720 | 2 130 | 2 300 | 2 310 | 1 990 | 1 520 | 1 070 | 690  | 520  | 2 080    | 5 210    | 6 600    | 3 280    | 17 170 |